# Aspmyra Stadion
El Aspmyra Stadion es un estadio de fútbol ubicado en la ciudad de Bodø, Noruega. El estadio inaugurado en 1966 es utilizado por los clubes F. K. Bodø/Glimt que milita en la Eliteserien, la máxima categoría del fútbol profesional en el país escandinavo. El Grand Bodø IK y el club de rugby Bodø Barbarians también disputan sus encuentros como local allí. 
A partir de 2022, el estadio cuenta con cuatro gradas, de las cuales las dos laterales están cubiertas y posee una capacidad oficial para 8.270 espectadores. Cuenta con césped artificial y calefacción por suelo radiante.

## Historia
El estadio se inauguró en 1966 como un estadio polivalente municipal con pista de atletismo a su alrededor. El estadio se sometió a una reconstrucción menor en 1980, que incluyó la colocación de una superficie fija en las pistas de atletismo y la construcción de una pista de entrenamiento. En 1992, se renovó el terreno de juego, lo que provocó que Bodø/Glimt tuviera que jugar una temporada en Nordlandshallen. El estadio Aspmyra fue vendido del municipio de Bodø al club en 1997. En 2001, el estadio fue reconstruido para cumplir con los requisitos de la UEFA para partidos de la Copa de Europa, con nuevos stands en el sur y este. La reconstrucción condujo a la eliminación de la pista de atletismo, y se construyeron edificios comerciales y apartamentos alrededor del estadio. En 2022, Aspmyra fue remodelado, se construyó la tribuna frente a la antigua grada Nordlandsbank, con lo que la capacidad aumento a 8.270 asientos disponibles.
A finales de la década de 1970, se celebraron los primeros partidos por Copas de Europa en el estadio Aspmyra, el primero se celebró en la Recopa de Europa 1976-77, cuando Bodø/Glimt se enfrentó al SSC Napoli, y en la Recopa de Europa 1978-79 cuando de midió con Union Luxembourg e Inter de Milán. 
En 1975, un récord de 12.189 espectadores asistieron a los cuartos de final de la Copa de Noruega entre Bodø/Glimt y Viking Stavanger.
El único partido por selecciones se jugó el 22 de mayo de 2002, cuando la selección Noruega empató 1-1 contra Islandia, estableciéndose un nuevo récord de asistencia después de la reconstrucción con 8.126 espectadores.

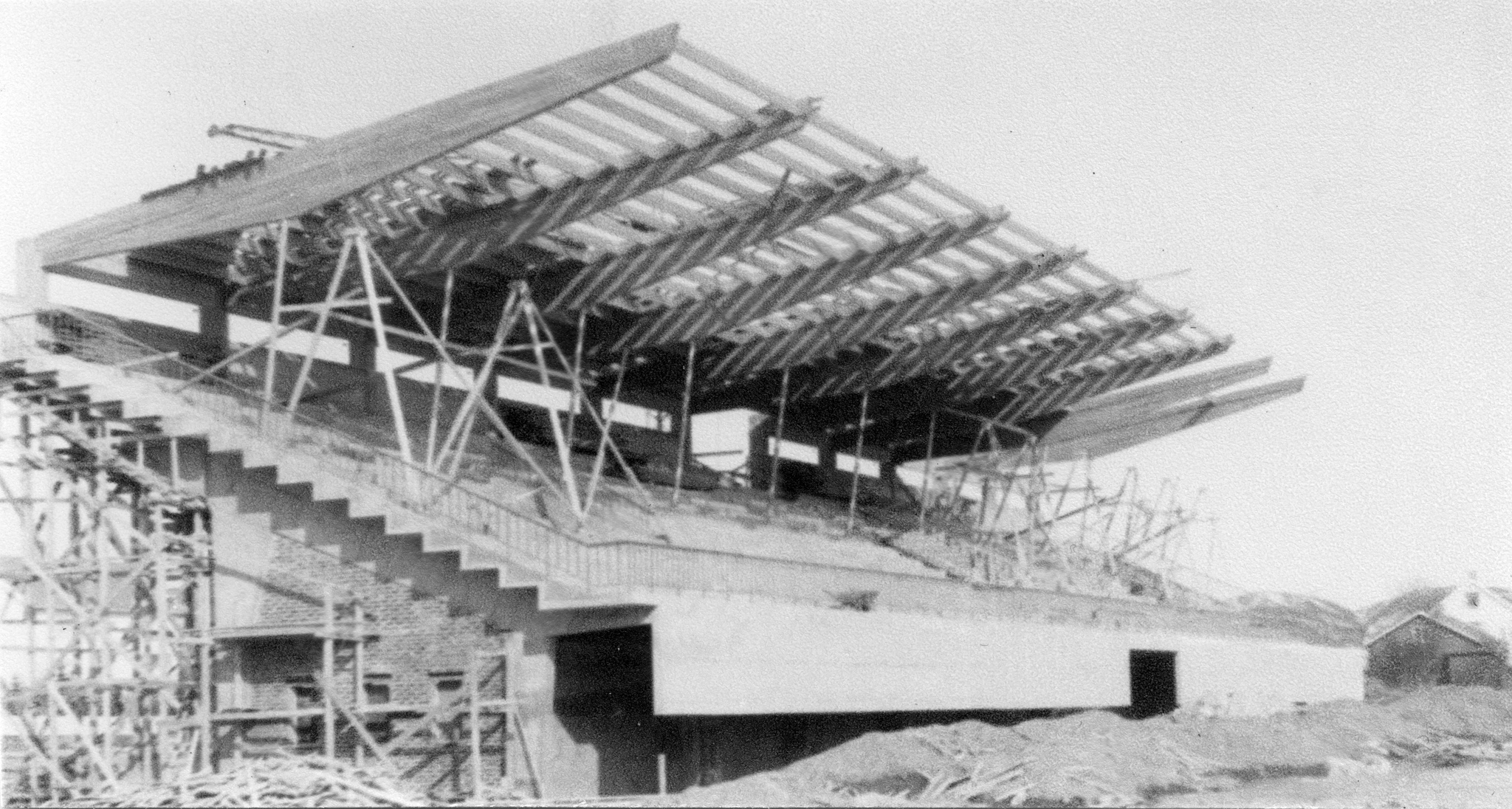
Construcción de la tribuna principal en 1966.
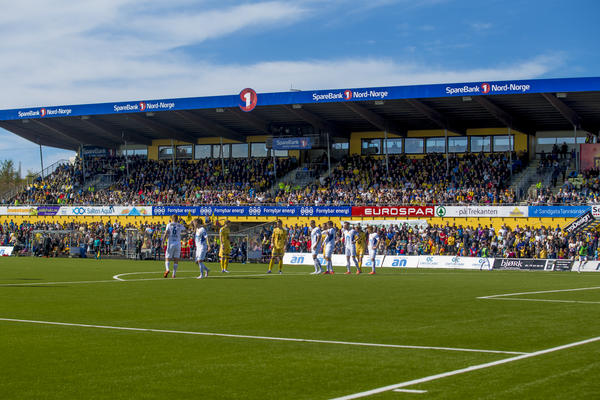
Tribuna principal